# 5 groszy (1811–1812)

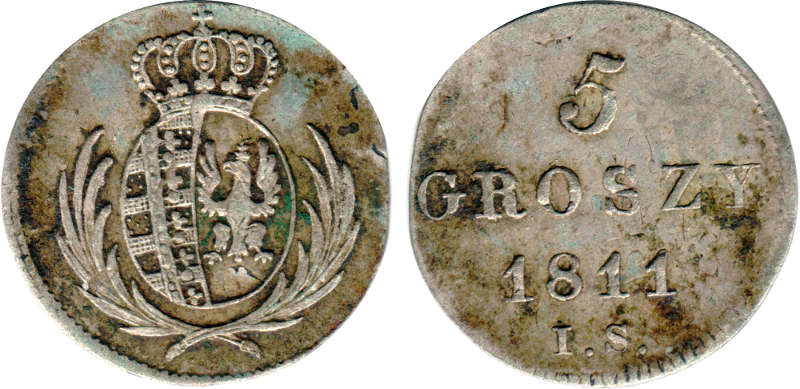
5 groszy 1811 IS – odmiana z innymi gałązkami na awersie

5 groszy (1811–1812) – moneta pięciogroszowa Księstwa Warszawskiego, bita na podstawie dekretu Fryderyka Augusta, króla saskiego, księcia warszawskiego, z 25 czerwca 1810 r.

## Awers
W centralnej części znajduje się herb sasko-polski – na dwupolowej tarczy nakrytej królewską koroną saską, w lewym polu herb saski, w prawym polu orzeł polski. Po bokach tarczy umieszczono dwie gałązki palmowe skrzyżowane u dołu.

## Rewers
Na tej stronie umieszczono nominał 5, pod nim napis „GROSZY”, poniżej rok bicia 1811 lub 1812, a na samym dole inicjały intendenta mennicy w Warszawie – I.S. (Jan Stockman 1811) lub I.B. (Jakub Benik 1811, 1812).

## Opis
Monetę bito w mennicy w Warszawie, w bilonie (próby 194), na krążku o średnicy 20 mm, masie 2,1 grama, z rantem gładkim. Zgodnie ze sprawozdaniami mennicy w latach 1811–1812 w obieg wpuszczono 15 000 000 sztuk. Stopień rzadkości poszczególnych roczników i typów monet przedstawiono w tabeli:
| Rocznik       | Znak intendenta | Stopień rzadkości | Liczba egzemplarzy | Uwagi              | Zdjęcie |
| ------------- | --------------- | ----------------- | ------------------ | ------------------ | ------- |
| 5 groszy 1811 | I.S.            |                   | > 400 000          | znane są 2 odmiany |         |
| 5 groszy 1811 | I.B.            |                   | > 400 000          |                    |         |
| 5 groszy 1812 | I.B.            |                   | > 400 000          | znane są 3 odmiany |         |

Głównymi odmianotwórczymi elementami rysunku są:
- skrzyżowanie gałązek na awersie (w 1811 r. nastąpiła drobna zmiana rysunku awersu).
- szerokość i pochylenie cyfry 5 nominału,
- szerokość napisu „GROSZY” i cyfr roku.

Odmian rysunku monety może być dużo więcej niż podano w dziewiętnastowiecznej pracy, głównie z powodu wielkości nakładu i metod przygotowywania stempli. Zdarzają się również egzemplarze bite na krążkach o mniejszej średnicy.

Część katalogów podaje, że zarówno dla rocznika 1811 jak i 1812 istnieją odmiany będące przebitkami monet 1/24 talara pruskiego, przypisując im stopień rzadkości R3 i R2 odpowiednio. Jednak mikroskopowa analiza egzemplarzy zachowanych w takim stanie aby można było ocenić tło monety wskazuje raczej na tezę, że wszystkie pięciogroszówki Księstwa Warszawskiego są przebitkami z 1/24 talara pruskiego, tylko że ślady przebicia niekiedy są niewidoczne gołym okiem.